# El Pescaílla
Antonio Gonzáles Batista, mais conhecido como El Pescaílla ou Pescadilla (Barcelona, 3 de março de 1925 — Alcobendas, 12 de novembro de 1999) foi cantor e guitarrista de flamenco e rumba e é considerado o criador da rumba catalana.

## Biografia
Foi casado com Dolores Amaya, com quem teve uma filha. E em 27 de outubro de 1957, casou-se novamente com Lola Flores, então grávida de três meses. Com ela, teve três filhos que também fizeram carreira na música: Dolores (ou Lolita), Antonio e Rosário. 
Em Madrid, em novembro de 1999 faleceu com hepatite aos 73 anos de idade.
1. ↑  Tomás, Helena (3 de março de 2021). «Lolita y Rosario recuerdan a su padre 'El Pescailla' con estas emotivas palabras». vanitatis.elconfidencial.com (em espanhol). Consultado em 16 de agosto de 2024
2. ↑  Moraleja, Tribuna de la. «Rosario Flores vende por 2 millones "El Lerele", la casa de la familia en La Moraleja». Tribuna de la Moraleja (em espanhol). Consultado em 16 de agosto de 2024